# Neofaculta
Neofaculta là một chi bướm đêm thuộc họ Gelechiidae. Chi này gồm các loài:
- Neofaculta ericetella
- Neofaculta infernella

## Hình ảnh

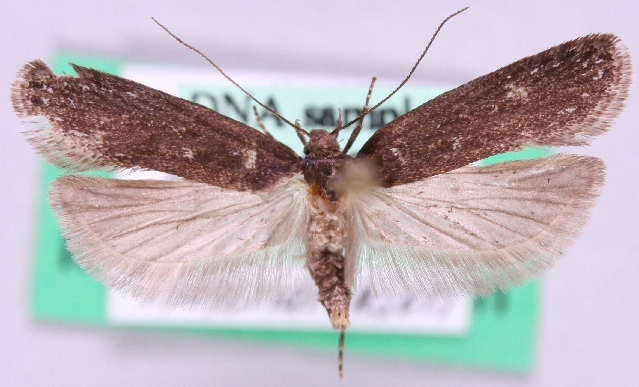
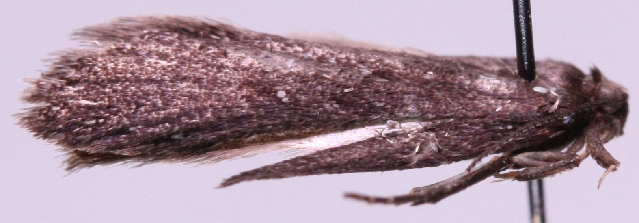